# Cladonia digitata
Espèce
 Cladonia digitata  est une espèce de Lichen relativement répandue et abondante.

## Description
Thalle foliacée à grande feuilles jusqu'à 1 cm de diamètre. Thalle dressé en forme de corne ou de coupe. Grandes apothécies rouge vif.

## Habitat
Sur des souches ou du bois pourrissant.